# Torsten Ysander
David Torsten Ysander, född 10 mars 1893 i Tölö församling, död 25 september 1960 i Malmö S:t Pauli församling, var en svensk biskop i Visby stift 1936–1947 och i Linköpings stift 1947–1959.

## Biografi
Torsten Ysander avlade studentexamen vid Högre latinläroverket i Göteborg 1911 och skrevs in vid Göteborgs högskola på hösten samma år, där han tog teologisk-filosofisk examen 1912 och blev 1915 filosofie kandidat. Han fortsatte studierna vid Uppsala universitet från hösten 1915, blev teologie kandidat där 1919 och prästvigdes för Göteborgs stift den 15 september 1919. Därefter tjänstgjorde han som predikant vid Akademiska sjukhuset i Uppsala 1923. Ysander var tillförordnad kyrkoherde i Vänge-Läby 1920, tillförordnad kontraktsprost i Ullåkers kontrakt 1922, föreståndare för Fjellstedtska skolan i Uppsala 1930, teologie doktor 31 maj 1933, docent i docent i teol. prenotioner och teol. encyklopedi 1933, domprost i Gustavi domkyrkoförsamling 1935 (tillträdde 1936), biskop i Visby stift och kyrkoherde i Visby 1936, e.o. hovpredikant 1939, biskop i Linköpings stift 1947. Av Kungl. Maj:t förordnades han till suppleant i Svenska kyrkans sjömansvårdsstyrelse 1936–1941 valdes av kyrkomötet till medlem av samma styrelse 1946 samt till medlem av Svenska kyrkans missionsstyrelse 1941. Han var inspektor för Visby högre flickskola och Slite kommunala mellanskola 1938–1947 samt inspektor för folkskoleseminariet för kvinnor i Linköping från 1948.
Ysander blev 4 juni 1949 kommendör med stora korset av Kungl. Nordstjärneorden (kommendör av 1:a klassen 1939 6/6; ledamot 1937).

## Familj
Han var son till kyrkoherden Bengt Nilsson Ysander (1849–1931) och Amanda Maria, född Wetterqvist (1852–1928) samt bror till Fredrik Ysander. Torsten Ysander gifte sig den 26 juni 1923 med filosofie magister Ebba Elisabeth Key-Åberg (1891–1967), dotter till professor Adolf Henrik Algot Key-Åberg och Ellen Marianne, född Åman. Makarna Ysander var föräldrar till Bengt-Christer Ysander. De är begravda på Tölö kyrkogård.